# Бергсе-Маас
Бергсе-Маас (нидерл. Bergse Maas, до 1947 года — нидерл. Bergsche Maas, МФА: [ˈbɛrxsə ˈmaːs]) — канал, сооружённый в 1904 году в качестве дополнительного русла реки Маас, находится в нидерландской провинции Северный Брабант. Теперь Маас возле Хёсдена разделяется на Афгедамде-Маас и Бергсе-Маас. Афгедамде-Маас течёт на север, пока не сливается с рекой Ваал (основной рукав Рейна), образуя Бовен-Мерведе; Бергсе-Маас же продолжает течь на запад в качестве основного русла Мааса. Часть Мерведе (Ньиве-Мерведе) вновь сливается с Бергсе-Маас, образуя эстуарий Холландс-Дип.

## История
Исторически основное русло Мааса шло от Хёсдена к реке Амер, и далее — в эстуарий Холландс-Дип. Впоследствии оно заилилось, и теперь это — ручей, называемый Ауде-Маасье. Бергсе-Маас (получивший название от имени города Гертрёйденберг) был сооружён в его бассейне в 1904 году, чтобы взять на себя его функции. В это же время другой основной рукав Мааса, отходивший у Хёсдена, был отделён плотиной (и с тех пор называется Афгедамде-Маас — «отделённый плотиной Маас»), в результате чего течение Мааса оказалось отделено от рукавов Рейна. Разделение вод Рейна и Мааса считалось крупнейшим достижением нидерландской гидроинженерии до выполнения проекта «Зёйдерзе» и проекта «Дельта».